# Барнс, Эшли
Э́шли Люк Барнс (англ. Ashley Luke Barnes, род. 30 октября 1989 года, Бат, Англия) — английский футболист, нападающий клуба «Бернли».

## Клубная карьера
Барнс начал заниматься футболом в клубе «Полтон Роверс». Летом 2006 года Барнс перешёл в академию клуба «Плимут Аргайл». Отзанимавшись там один сезон и плодотворно выступив за молодёжную команду, Барнс в 2007 году заключил профессиональный контракт с клубом. В первом составе Барнс дебютировал 14 августа 2007 года в матче первого раунда Кубка Футбольной лиги против «Уиком Уондерерс», заменив Силвена Эбанкс-Блейк на 74-й минуте матча. Однако, из-за большой конкуренции места в основе для Барнса не нашлось. Впоследствии, Барнс в ноябре 2007 года на правах аренды перешёл в «Оксфорд Юнайтед» на два месяца для получения игрового времени. В общей сложности, до истечения срока аренды Барнс сыграл в пяти матчах: три матча в лиге и два матча в Кубке Англии. В марте 2008 года Барнс был арендован клубом «Солсбери Сити». В составе «белых» Барнс сыграл пять матчей. В ноябре 2008 года Барнс был арендован в третий раз, на этот раз в «Истборн Боро» до января 2009 года. Аренда на этот раз оказалась эффективной, Барнс использовал своё время пребывания в клубе весьма плодотворно, в результате чего срок аренды был продлён ещё на месяц. Однако, вскоре «Плимут Аргайл» отозвал Барнса из аренды для участия в матче против «Бристоль Сити», но эта задумка не была реализована и после возвращения из аренды Барнс впервые вышел на поле только 7 февраля в матче против «Дерби Каунти». 11 апреля в матче против «Ковентри Сити» Барнс забил свой первый гол в составе «пилигримов». В мае 2009 года Барнс продлил контракт с «Плимут Аргайл» на два года.
В феврале 2010 года Барнс ушёл в аренду «Торки Юнайтед» до конца сезона 2010/11, но через месяц вернулся обратно, сыграв всего лишь 6 матчей. Почти сразу был снова отправлен в аренду в «Брайтон энд Хоув Альбион» до конца сезона. Дебютировал в клубе 27 марта в матче против «Транмир Роверс», в этом же матче забил свой первый гол в пользу «чаек». В следующем же матче забил свой второй гол в ворота «Саутгемптона».
8 июля 2010 года Барнс подписал двухлетний контракт с «Брайтон энд Хоув Альбион». 12 апреля Барнс забил решающий гол в матче против «Дагенем энд Редбридж» и установил счёт 4:3, который в итоге позволил «чайкам» пробиться в Чемпионшип. Барнс завершил сезон в статусе второго бомбардира после Гленна Мюррея.
10 января 2014 года Барнс перешёл в «Бернли», подписав с клубом контракт на три с половиной года. Дебютировал в клубе на следующий день в матче против «Йовил Таун».

## Карьера в сборной
Барнс, несмотря на то, что он уроженец Англии, представлял молодёжную сборную Австрии до 20 лет. Сделать это удалось благодаря своим корням по отцовской линии, мать которого была родом из Австрии. В сборную был привлечён летом 2008 года для участия в товарищеском матче против сборной Швейцарии, который состоялся 19 августа 2008 года. В этом матче Барнс заменил Юлиуса Персталлера на 73-й минуте.
В 2019 году получил отказ в получении гражданства Австрии.

## Достижения
«Брайтон энд Хоув Альбион»
- Чемпион Первой Футбольной лиги: 2010/11

«Бернли»
- Вице-чемпион Футбольной лиги: 2013/14
- Чемпион Футбольной лиги: 2015/16